# 4e division d'infanterie nord-africaine
Pour les articles homonymes, voir 4e division d'infanterie.
La 4e division d'infanterie nord-africaine (4e DINA) est une division d'infanterie de l'armée de terre française qui a participé à la Seconde Guerre mondiale.

## Les chefs de la4eDINA
- 1937 : général Libaud
- 1938-1940 : général Sancelme

## LaSeconde Guerre mondiale

### Drôle de guerre
La 4e division d'infanterie nord-africaine, d'active et de type nord-est et sous le commandement du général Sancelme, dépend de la 9e armée. Prévue pour être engagée dans la manœuvre Dyle, la 4e DINA stationne dans la région de Trélon – Anor et doit gagner dans le cadre de cette manœuvre, la région de Philippeville en Belgique (soit un mouvement de 40 km) et s'y tenir en réserve pour intervenir éventuellement au profit de l'aile gauche de la 9e armée (IIe et XIe corps d'armée) qui doit défendre la Meuse en amont de Namur.
Parallèlement, son groupe de reconnaissance de division d'infanterie, le 94e GRDI, doit participer à la manœuvre retardatrice dans les Ardennes du plan Dyle : avec le 1er GRCA et le 1er GRDI (respectivement du IIe corps d'armée et de la 5e division d'infanterie motorisée) il forme un groupement qui doit sécuriser la progression du flanc gauche de la 9e armée vers la Meuse en contrôlant les ponts sur la Sambre et la Meuse entre Charleroi et Dinant. Le groupement doit ensuite passer la Meuse et progresser sur l'axe Lustin – Maffe – Petit Han (Durbuy), sur la gauche de la 4e division légère de cavalerie.

### Composition
10 mai 1940 :

Cavalerie
- 94e groupe de reconnaissance de division d'infanterie

Infanterie
- 23e régiment de tirailleurs algériens
- 25e régiment de tirailleurs algériens
- 13e régiment de zouaves

Artillerie
- 33e régiment d'artillerie nord-africaine
- 233e régiment d'artillerie lourde nord-africaine
- 10e batterie divisionnaire antichar du 33e RANA
- 94e parc d'artillerie divisionnaire
- 94e compagnie d’ouvriers d'artillerie
- 94e section de munitions hippomobile
- 294e section de munitions automobile

Génie
- compagnie de sapeurs-mineurs 94/1
- compagnie de sapeurs-mineurs 94/2

Transmissions
- compagnie télégraphique 94/81
- compagnie radio 94/82

Train
- compagnie hippomobile 94/20
- compagnie automobile 194/20

Intendance
- groupe d’exploitation divisionnaire 94/23

Santé
- 94e groupe sanitaire divisionnaire